# Ramsey, Minnesota
Ramsey är en stad (city) i Anoka County i delstaten Minnesota i USA. Staden hade 27 646 invånare, på en yta av 77,27 km² (2020). Den är en del av storstadsområdet Minneapolis-Saint Paul.